# Семюел Акере
Семюел Акере (англ. Samuel Akere, нар. 16 лютого 2004) — нігерійський футболіст, півзахисник болгарського клубу «Ботев» (Пловдив).
Володар Кубка Болгарії.

## Ігрова кар'єра
Народився 16 лютого 2004 року.
У дорослому футболі дебютував 2022 року виступами за команду «Ботев» (Пловдив) II, в якій провів один сезон, взявши участь у 23 матчах чемпіонату. Більшість часу проведеного у складі був основним гравцем команди.
До складу головної команди клубу «Ботев» (Пловдив) приєднався того ж року. Станом на 4 лютого 2025 року відіграв за команду з Пловдива 55 матчів у національному чемпіонаті.

## Титули і досягнення
- Володар Кубка Болгарії (1):

«Ботев» (Пловдив): 2023-2024